# Ржев (аеродром)
Ржев — військовий аеродром першого класу в місті Ржеві Тверської області (в гарнізоні Ржев-3).
Власник аеродрому — Міністерство оборони Російської Федерації. З метою забезпечення виконання контрактів державного оборонного замовлення, аеродром було передано на експлуатацію АТ «514-й авіаційний ремонтний завод».
Аеродром обладнаний злітно-посадковою смугою довжиною 2,5 кілометра, здатною приймати будь-які повітряні судна, аж до надважких Ан-124 «Руслан», а також усі типи літаків винищувальної авіації без застосування гальмівного парашута.

## Історія

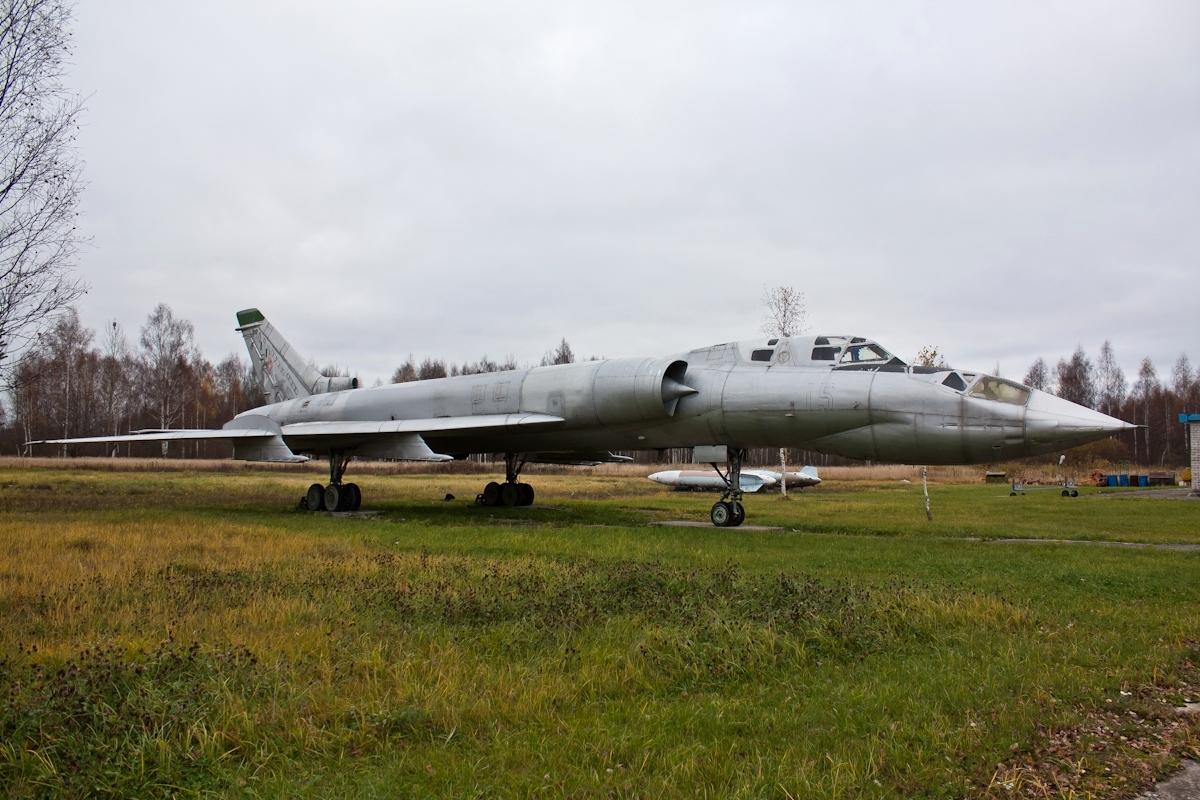
Ту-128УТ (бортовий номер 15, єдиний екземпляр, що зберігся у світі) на музейному майданчику аеродрому Ржев

Аеродром Ржев був збудований наприкінці 30-х років XX століття. Будівництво проводилося зусиллями мешканців довколишніх сіл Горчакове, Першине, Клешневе. У народі це будівництво прозвали аеропорт, надалі прижилося скорочення — Порт, ця назва закріпилася за військовим містечком при аеродромі.
У період з 25 серпня по 17 вересня 1939 року на аеродромі було сформовано 67-й винищувальний авіаційний полк ППО на літаках І-16. У травні 1940 полк з Калінінського військового округу перебазувався в Одеський військовий округ на аеродром Одеса, де увійшов до складу 43-ї винищувальної авіаційної бригади.
Під час війни аеродром використовувався для базування полків Московського району ППО та для переформування виведених з фронту винищувальних полків. Так, з 4 серпня по 11 жовтня 1941 року на аеродромі базувалася 2-а авіаційна ескадрилья 34-го винищувального авіаційного полку ППО, що прибула з Внуково. У Ржеві ескадрилья почала виконання завдань, про які згодом писав льотчик цієї ескадрильї Георгій Миколайович Урвачов: «Наша ескадрилья, базуючись на аеродромі Ржев, атакувала групи бомбардувальників, що йшли на Москву, і перехоплювала розвідників (у світлий час). Вона перша почала виконувати завдання фронтової авіації — прикриття військ, супровід швидкісних бомбардувальників і штурмовиків, розвідка».
За три неповних місяці льотний склад ескадрильї здійснив 1523 літако-вильоти на прикриття позицій Червоної армії, патрулювання і бомбардування, було збито 17 літаків противника.
З 9 по 16 серпня 1941 на аеродромі проходив переформування за штатом 015/134 180-й винищувальний авіаційний полк: дві ескадрильї отримали на озброєння МіГ-3, третя — І-16.
Восени 1941 року німецькі війська окупували Ржев. Після успішного ривка під Москвою Червона армія сподівалася швидко заволодіти Ржевом, але безрезультатно. Протягом двох років у районі ржевського аеродрому велися безперервні запеклі бої. Аеродром і військове містечко кілька разів переходили з рук у руки. Після війни на аеродромі (з 1950 року) розміщувалися :
- штаб і управління 33-го винищувального авіаційного корпусу ППО (згодом перейменованого на 88-й іак ППО);
- штаб і управління 17-ї винищувальної авіаційної дивізії ППО;
  - 23-й винищувальний авіаційний полк ППО імені 50-річчя СРСР на літаках МіГ-15 (1950—1955 рр.), МіГ-17 (1955—1962 рр.) і Су-9 (1962—1980 рр.);[7]
  - 445-й винищувальний авіаційний полк ППО на літаках МіГ-15, МіГ-17 і Як-25.[7]

З червня 1951 року до лютого 1955 року 88-м винищувальним авіаційним корпусом ППО командував полковник О. І. Покришкін.
У різний час у гарнізоні проходили службу льотчики Герої Радянського Союзу: М. Д. Гулаєв, А. Є. Борових, В. М. Кубарьов, О. С. Смирнов, Майбутній льотчик-космонавт В. Ф. Биковський і багато інших.
У 1960 році 88-й іак ППО переформований на 2-й корпус ППО, 17-а винищувальна авіаційна дивізія ППО розформована. Полки дивізії увійшли до складу новоствореного 2-го корпусу ППО. У вересні 1961 року 445-й винищувальний авіаційний полк ППО імені Ленінського комсомолу перебазовано на аеродром Хотилове і передано до 3-го корпусу ППО. В 1980 23-й винищувальний авіаційний полк ППО імені 50-річчя СРСР було розформовано.

## Сучасність
Нині у гарнізоні Ржев-3 дислоковано штаб 6-ї бригади повітряно-космічної оборони імені маршала авіації А. А. І. Покришкіна. Діє музей ржевського корпусу ППО.
Сам аеродром передано на експлуатацію акціонерному товариству «514-й авіаційний ремонтний завод», що здійснює на аеродромі випробувальні польоти, а також приймання на ремонт та відправлення відремонтованої авіаційної техніки назад у стройові частини.